# Armen Tachtadžjan
Armen Leonovič Tachtadžjan (arménsky Արմեն Թախտաջյան, rusky Арме́н Лео́нович Тахтаджя́н; 10. červen 1910 Šuša – 13. listopad 2009 Petrohrad) byl arménský botanik. Vytvořil nový systém taxonomie kvetoucích rostlin, tzv. Tachtadžjanův systém. Napsal přes 20 monografií a 300 vědeckých článků. Jeho hlavními tématy byl systém a původ kvetoucích rostlin, morfologie rostlin, paleobotanika, květena Kavkazu a botanická geografie. Jeho oficiální botanická autorská zkratka je Takht.

## Život
Narodil se v arménské rodině v Náhorním Karabachu. Střední školu studoval v Tbilisi, kde ho biologii učil autor slovníku jmen rostlin v gruzínštině, ruštině a latině A. K. Makajev, který v něm vzbudil zájem o rostliny. Studoval poté biologii na Leningradské univerzitě, poté na Jerevanské univerzitě a nakonec na Všesvazovém institutu subtropických kultur v Tbilisi. V Tbilisi byl žákem systematika a floristy D. I. Sosnovského. Po studiích se roku 1932 stal laborantem v subtropickém oddělení Všesvazového institutu užité botaniky a nových kultur (dnes Všeruský institut rostlinné výroby N. I. Vavilova) v Suchumi. Ve stejném roce získal místo vědeckého pracovníka v Přírodovědecko-historickém muzeu Arménie, pro něž sbíral rostliny do herbáře. Roku 1934 vydal první odborný článek (K ekologii Ceratocarpus arenarius).
Od roku 1935 pracoval v Biologickém ústavu arménské pobočky Akademie věd SSSR. V létě 1935 absolvoval expedici do údolí řeky Araks, kterou vedl Nikolaj Vavilov. Rok poté začal vyučovat systematiku a geografii rostlin na Jerevanské univerzitě. V roce 1941 vydal první knižní publikaci Botaniko-geografičeskij očerk Armenii. Toho roku byl též povolán do armády, ale protože onemocněl malárií, byl z vojska propuštěn. Roku 1943 se stal profesorem Jerevanské univerzity. O rok později se stal ředitelem Ústavu botaniky Akademie věd Arménské SSR. V roce 1946 spoluzakládal Arménskou geografickou společnost a stal se jejím prvním prezidentem. V roce 1948, v rámci kampaně pavědecké skupiny lysenkovců proti genetice, byl Tachtadžjan obviněn z „mendelismu a weismanismu“ a zbaven funkcí. Tažení lysenkovců ho však nezničilo zcela, uchytil se na katedře morfologie a systematiky rostlin na fakultě biologie a studia půdy Leningradské univerzity a už roku 1951 se zde stal děkanem. Od roku 1954 vedl oddělení paleobotaniky a od roku 1963 oddělení vyšších rostlin v Botanickém ústavu Akademie věd SSSR, letech 1976–1986 byl pak jeho ředitelem.
Zlomem v jeho vědecké práci se stala expedice do Tichomoří v roce 1971. Sesbíral spoustu materiálu na Fidži, Samoi, v Singapuru, na Nové Guineji, Nové Kaledonii, Novém Zélandu i v Austrálii. Jeho věhlas se šířil do zahraničí (1971 členem americké akademie věd, ve stejném roce finské, 1972 německé). Od roku 1973 byl prezidentem Všesvazové botanické společnosti. V roce 1978 vydal klíčové pojednání o fytogeografii Florističeskije oblasti Zemlji, kde rozvinul to, co je dnes známo jako Tachtadžjanův systém. Stále ho zdokonaloval, poslední verze z roku 2009 zohledňovala nejnovější objevy molekulární fylogenetiky. Získal mnoho ocenění (1981 státní cena SSSR, 1990 Hrdina socialistické práce aj.), je po něm pojmenováno několik botanických rodů a druhů rostlin.